# パンルヴェ予想
パンルヴェ予想 (パンルヴェよそう, Painlevé's conjecture) とは、四体以上のN体問題には非衝突特異点に至る軌道が存在する、という主張のこと。1895年にポール・パンルヴェによって予想され、1988年に Jeff Xia によって N ≥ 5 の場合が、2014年に Jinxin Xue によって N = 4 の場合が証明された。

## 概要
ニュートン力学において、互いに重力相互作用する {\displaystyle N} 個の質点系の運動方程式（{\displaystyle N} 体問題）は、{\displaystyle i} 番目の質点の質量を {\displaystyle i}、座標を {\displaystyle \mathbf {r} _{i}} とするとき
{\displaystyle {\frac {d^{2}\mathbf {r} _{i}}{dt^{2}}}=-\sum _{j\neq i}Gm_{j}{\frac {\mathbf {r} _{j}-\mathbf {r} _{i}}{|\mathbf {r} _{j}-\mathbf {r} _{i}|^{3}}}}
により与えられる。その有限時間 {\displaystyle t\in [0,t^{*})} での解 {\displaystyle \left(\mathbf {r} _{1}(t),\mathbf {r} _{2}(t),\cdots ,\mathbf {r} _{N}(t)\right)} について、それを時刻 {\displaystyle t=t^{*}<\infty } を超えて延長できないとき、その点を特異点 (singularity) と呼ぶ。極限 {\displaystyle t\to t^{*}} において粒子座標が有限値に収束する場合、これは粒子の衝突を意味するため衝突特異点 (collision singularity) と呼ぶ。一方そうでない場合を非衝突特異点 (non-collision singularity または pseudocollision singularity) と呼ぶ。
ポール・パンルヴェは三体問題に非衝突特異点が存在しないことを証明したものの、その証明を四体以上に拡張することはできなかったことから、四体以上の {\displaystyle N} 体問題には非衝突特異点が存在すると19世紀末に予想した。その後約90年に渡り多くの数学者がこの予想を証明しようと挑戦し、1988年にJeff Xiaによって N ≥ 5 の場合が証明された。

## 歴史
1895年にポール・パンルヴェはオスカル2世の招聘でストックホルム大学において微分方程式に関する講義を行い、その中で現在パンルヴェ予想と呼ばれるこの予想を公表した。そのノートは1897年に出版されている。その後パンルヴェは政治家としての活動に軸足を移し数学の研究からは遠ざかったものの、同時代の研究者によってパンルヴェ予想の証明へ向けた努力が継続された。当時既に時刻 {\displaystyle t^{*}} が特異点であるための必要十分条件が、{\displaystyle r_{ij}=|\mathbf {r} _{i}-\mathbf {r} _{j}|} として
{\displaystyle \liminf _{t\to t^{*}}\min _{i<j}r_{ij}=0}
であることが知られていたが、1908年に Edvard Hugo von Zeipel は、特異点 {\displaystyle t^{*}} が衝突特異点であるならば慣性モーメント
{\displaystyle J=\sum _{i}m_{i}|\mathbf {r} _{i}|^{2}}
は極限 {\displaystyle t\to t^{*}} で有限値に収束することを証明し、軌道が非有界であることが非衝突特異点の必要条件であることを示した。ただし von Zeipel の結果は広く知られておらず、Jean Chazyは1920年に同じ結果を（von Zeipel の業績を引用せずに）出版した。
1967年に Victor Szebehely らが出版したピタゴラス三体問題の数値解は、三体のうち二体が連星を組み、残りの一体が大きな速度を持って系からエスケープするものであった。この解は {\displaystyle N} 体問題において一体が大きな速度を持って有限時間で無限遠まで脱出する可能性を示唆した。
1974年に Richard McGehee は同一直線上の五体問題に非衝突特異点が存在することを示唆し、John N. Mather とともにそのような解の存在を（四体問題の場合に）証明した。ただし、これらの解は最終的に非衝突特異点に至るものの、その直前に二体衝突特異点が必要であることが Donald G. Saari によって証明されており、パンルヴェ予想の証明とはなり得なかった。また、Saari は同じ時期に特異点に到達する軌道はルベーグ測度 0 であることを示している。
1984年に Joe Gerver は五体問題において有限時間内に一体が無限遠へエスケープする解を具体的に提案したものの、その存在に関する数学的に厳密な証明は与えなかった。

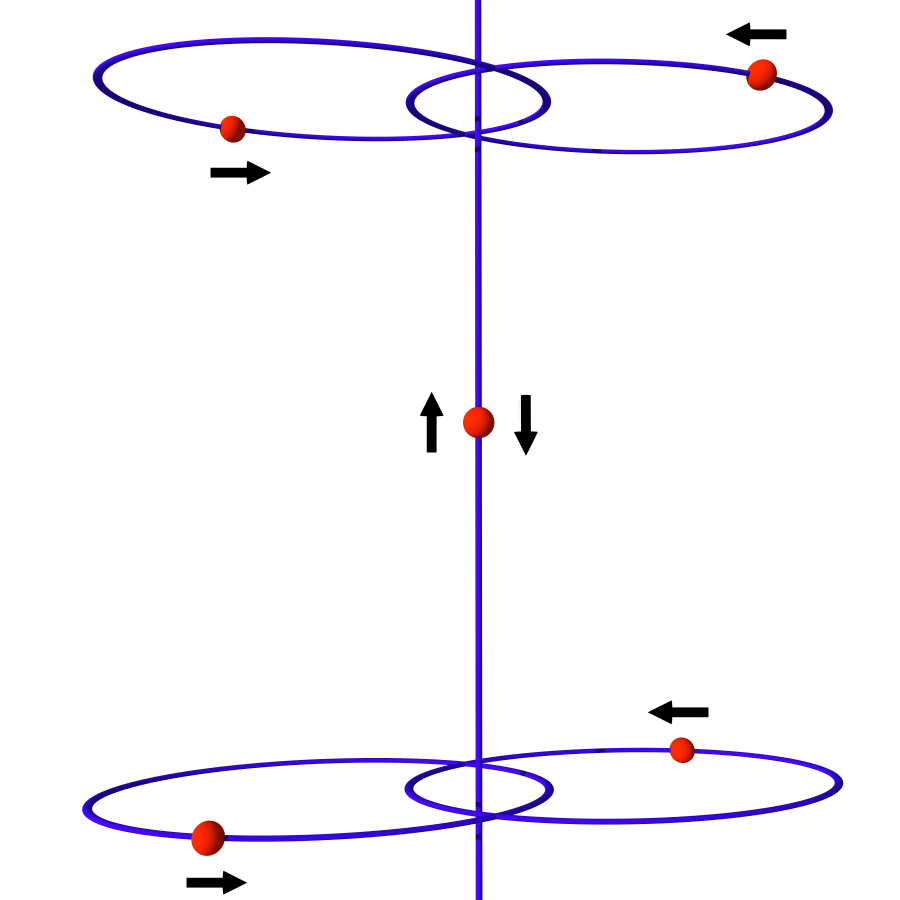
Jeff Xia の解における五体の配位。

1988年に Donald Saari のもとで Jeff Xia は五体問題の場合にパンルヴェ予想に証明を与え、その結果は1992年に査読を通過して出版された。Xiaの証明は、五体問題において二組の二体が連星を組み、残りの小さな質量を持つ一体がその連星間を振動する間に振幅が増大し、有限時間のうちに振幅が無限大に発散するような解が存在することを示すものであった。またこの解は {\displaystyle N>5} の場合にも拡張できる。
残された {\displaystyle N=4} の場合は、Jinxin Xue が2014年に証明を公表し、2019年に査読を通過し2020年に出版された。